# Гута-Падневська
Гута-Падневська (пол. Huta Padniewska, нім. Langsdorf) — село в Польщі, у гміні Моґільно Моґіленського повіту Куявсько-Поморського воєводства.
Населення — 20 осіб (2011).
У 1975-1998 роках село належало до Бидгощського воєводства.

## Демографія
Демографічна структура станом на 31 березня 2011 року:
|          | Загалом | Допрацездатний вік | Працездатний вік | Постпрацездатний вік |
| -------- | ------- | ------------------ | ---------------- | -------------------- |
| Чоловіки | 8       | 0                  | 8                | 0                    |
| Жінки    | 12      | 3                  | 6                | 3                    |
| Разом    | 20      | 3                  | 14               | 3                    |